# Gabriel Langfeldt

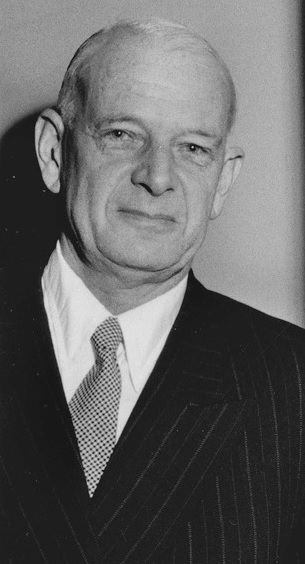
Gabriel Langfeldt

Gabriel Langfeldt (ur. 23 grudnia 1895 w Kristiansand, zm. 28 października 1983 w Oslo) – norweski lekarz psychiatra, profesor Uniwersytetu w Oslo, autor licznych prac dotyczących schizofrenii i psychiatrii sądowej, także książek skierowanych do laików. Był biegłym podczas powojennego procesu Knuta Hamsuna, napisał również książkę o Vidkunie Quislingu. Autor koncepcji „psychoz schizofrenopodobnych”.